# A2744z7p9OD
A2744z7p9OD est un proto-amas de galaxies, observé par le télescope spatial James Webb en 2022, ce qui a permis d’établir son décalage vers le rouge spectroscopique à z = 7,88, soit observé 650 millions d’années après le Big Bang,’.
Ce proto-amas de galaxies, d’un rayon de 60 kiloparsecs, est situé derrière l’amas Abell 2744. A l’intérieur de celui-ci sept premières galaxies ont été initialement confirmées . Leur nombre s’élève, à fin 2024, à vingt-trois, dont quatorze confirmées spectroscopiquement .
Le système A2744-z7p9OD est la surdensité la plus extrême et évoluée jamais observée à z > 7. Sa masse stellaire est supérieure à 1010 M⊙ . A2744z7p9OD ressemble à ce que les grands amas, comme l'amas de Coma, étaient à l’origine, formés juste avec quelques dizaines de galaxies au lieu de milliers de galaxies qu’ont les grands amas modernes. Ce progéniteur d’amas de galaxies révèle ainsi comment les premiers amas de l'univers primitif ont évolué et changé au fil du temps.

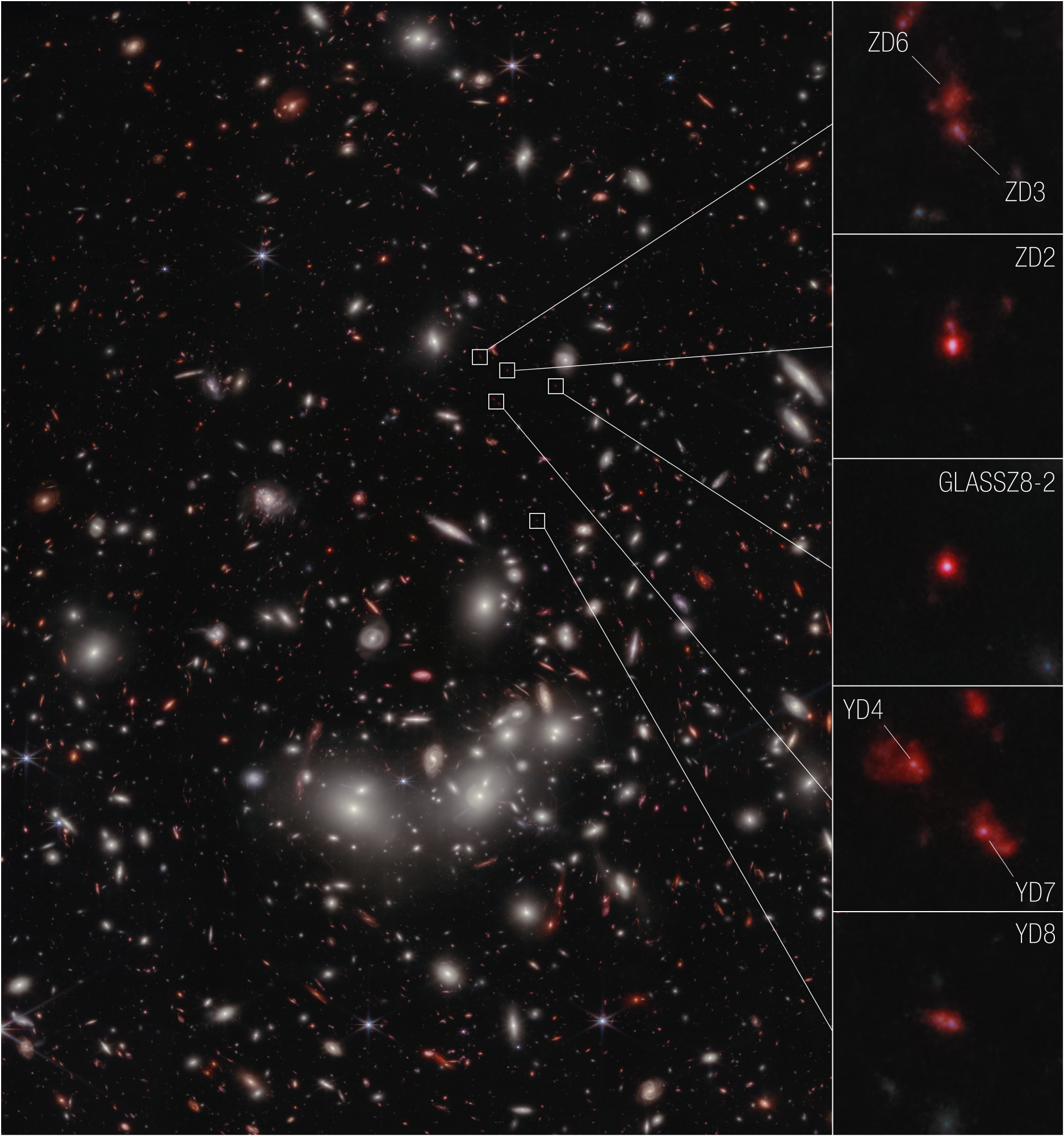
Image JWST NIRCam du proto-amas A2744z7p9OD

## Liste des galaxies
Ci-dessous, la liste des Galaxies situées dans le proto-amas  A2744z7p9OD, à fin 2024, au décalage vers le rouge spectroscopique confirmé.
1.     YD4 - z = 7,8742
2.     YD6 - z = 7,880
3.     YD7-W - z = 7,8721
4.     s1 - z = 7,8732
5.     YD1 - z = 7,8778
6.     ZD3 - z = 7,8808
7.     ZD6 - z =  7,8797
8.     ZD12-W - z = 7,8759
9.     ZD12-E - z = 7,8782
10.   ZD2 - z = 7,8800
11.   ZD4 - z = 7,883
12.   GLASSz8-2 - z = 7,8831
13.   YD8 - z = 7,8869
14.   ALT-41799 - z = 7,883
Les sept premières galaxies confirmées en 2023 et référencées dans la photographie NIRCam à droite, figurent ci-dessus en caractère gras.